# Maillotins
Maillotins kallades de upproriska i revolten i Paris 1382 efter sitt vapen hammaren (le maillet).
Upproret var svaret på en ny skatt och riktade sig mot Karl VI:s förmyndarregering. De spridde sig vida och gav uttryck åt radikala strömningar i Frankrike och Flandern, närda av 1300-talets demokratiska teorier. Efter slaget vid Roosebeke underkuvades rörelsen.